# Quatrième district congressionnel de l'Ohio
Le 4e district congressionnel de l'Ohio s'étend sur des sections de la partie centrale de l'État. Il est actuellement représenté par le Républicain Jim Jordan, l'actuel Président du Comité Judiciaire de la Chambre, qui représente le district depuis 2007.
Dans le cadre du processus de redécoupage de 2010, il a été redessiné du district précédent pour s'étendre de Lima, pour inclure la banlieue nord-ouest de Columbus, jusqu'à Tiffin et Elyria.
En mai 2019, un panel de trois juges fédéraux a statué que la carte des districts de l'Ohio était inconstitutionnelle et basée sur le gerrymandering,. Une nouvelle carte était attendue avant les élections de 2020. Cependant, après que la Cour suprême des États-Unis a statué dans l'affaire Rucho v. Common Cause que les tribunaux ne pouvaient pas examiner les allégations de gerrymandering, les limites des districts ne changeraient pas jusqu'à ce que les cartes des districts du Congrès soient redessinées en 2022.

## Historique de vote

### Comtés
| - Allen - Ashland - Auglaize - Champaign - Delaware (en partie) - Logan - Hardin | - Marion - Morrow - Richland - Shelby (en partie) - Union - Wyandot (en partie) |

### Villes dans le district
| - Ashland - Bellefontaine - Columbus (en partie) - Delaware - Dublin (en partie) | - Lima - Mansfield - Marion - Marysviile - Westerville (en partie) |

## Historique de vote
| Année | Poste     | Résultats              |
| ----- | --------- | ---------------------- |
| 2000  | Président | Bush 62,0 % - 35,0 %   |
| 2004  | Président | Bush 65,0 % - 34,0 %   |
| 2008  | Président | McCain 54,4 % - 43,7 % |
| 2012  | Président | Romney 56,0 % - 42,0 % |
| 2016  | Président | Trump 64,3 % - 30,7 %  |
| 2020  | Président | Trump 67,0 % - 31,0 %  |

## Liste des Représentants du district
| Membre                          | Parti                            | Années                             | Congrès        | Histoire électorale |
| ------------------------------- | -------------------------------- | ---------------------------------- | -------------- | --- |
| District établit le 4 mars 1813 |                                  |                                    |                | |
| James Caldwell (en)             | Républicain-Démocrate            | 4 mars 1813 - 3 mars 1817          | 13e , 14e      | Élu en 1812. Réélu en 1814. Retrait. |
| Samuel Herrick (en)             | Républicain-Démocrate            | 4 mars 1817 - 3 mars 1821          | 15e , 16e      | Élu en 1816. Réélu en 1818. Retrait. |
| Vacant                          | Vacant                           | 4 mars 1821 - 9 octobre 1821       | 17e            | Élu en 1820. Le Représentant-élu John C. Wright démissionne avant le début du mandat. |
| David Chambers (en)             | Républicain-Démocrate            | 9 octobre 1821 - 3 mars 1823       | 17e            | Élu pour terminer le mandat de Wright. |
| Joseph Vance (en)               | Républicain-Démocrate Adams-Clay | 4 mars 1823 - 3 mars 1825          | 18e - 22e      | Redécoupage depuis le 5e district et réélu en 1822. Réélu en 1824. Réélu en 1826. Réélu en 1828. Réélu en 1830. Redécoupage vers le 10e district.                                                                                  |
| Joseph Vance (en)               | Anti-Jacksonien                  | 4 mars 1825 - 3 mars 1833          | 18e - 22e      | Redécoupage depuis le 5e district et réélu en 1822. Réélu en 1824. Réélu en 1826. Réélu en 1828. Réélu en 1830. Redécoupage vers le 10e district.                                                                                  |
| Thomas Corwin                   | Anti-Jacksonien                  | 4 mars 1833 - 3 mars 1837          | 23e - 26e      | Redécoupage depuis le 20e district et réélu en 1832. Réélu en 1834. Réélu en 1836. Réélu en 1838.Réélu en 1840. Démissionne lorsque nommé Gouverneur de l'Ohio.                                                                    |
| Thomas Corwin                   | Whig                             | 4 mars 1837 - 30 mai 1840          | 23e - 26e      | Redécoupage depuis le 20e district et réélu en 1832. Réélu en 1834. Réélu en 1836. Réélu en 1838.Réélu en 1840. Démissionne lorsque nommé Gouverneur de l'Ohio.                                                                    |
| Vacant                          | Vacant                           | 30 mai 1840 - 13 octobre 1840      | 26e            | |
| Jeremiah Morrow (en)            | Whig                             | 13 octobre 1840 - 3 mars 1843      | 26e , 27e      | Élu pour terminer le mandat de Corwin. Réélu en 1840. Retrait. |
| Joseph Vance (en)               | Whig                             | 4 mars 1843 - 3 mars 1847          | 28e , 29e      | Élu en 1843. Réélu en 1844. Retrait. |
| Richard S. Canby (en)           | Whig                             | 4 mars 1847 - 3 mars 1849          | 30e            | Élu en 1846. |
| Moses Bledso Corwin (en)        | Whig                             | 4 mars 1849 - 3 mars 1851          | 31e            | Élu en 1848. |
| Benjamin Stanton (en)           | Whig                             | 4 mars 1851 - 3 mars 1853          | 32e            | Élu en 1850. |
| Matthias H. Nichols (en)        | Démocrate                        | 4 mars 1853 - 3 mars 1855          | 33e - 35e      | Élu en 1852. Réélu en 1854. Réélu en 1856. Perd sa réélection. |
| Matthias H. Nichols (en)        | Opposition Party (en)            | 4 mars 1855 - 3 mars 1857          | 33e - 35e      | Élu en 1852. Réélu en 1854. Réélu en 1856. Perd sa réélection. |
| Matthias H. Nichols (en)        | Républicain                      | 4 mars 1857 - 3 mars 1859          | 33e - 35e      | Élu en 1852. Réélu en 1854. Réélu en 1856. Perd sa réélection. |
| William Allen (en)              | Démocrate                        | 4 mars 1859 - 3 mars 1863          | 36e , 37e      | Élu en 1858. Réélu en 1860. Retrait. |
| John F. McKinney (en)           | Démocrate                        | 4 mars 1863 - 3 mars 1865          | 38e            | Élu en 1862. Perd sa réélection. |
| William Lawrence (en)           | Républicain                      | 4 mars 1865 - 3 mars 1871          | 39e - 41e      | Élu en 1864. Réélu en 1866. Réélu en 1868. Perd sa réélection. |
| John F. McKinney (en)           | Démocrate                        | 4 mars 1871 - 3 mars 1873          | 42e            | Réélu en 1870. Retrait. |
| Lewis B. Gunckel (en)           | Républicain                      | 4 mars 1873 - 3 mars 1875          | 43e            | Élu en 1872. Perd sa réélection. |
| John A. McMahon (en)            | Démocrate                        | 4 mars 1875 - 3 mars 1879          | 44e , 45e      | Élu en 1874. Réélu en 1876. Redécoupage vers le 3e district. |
| J. Warren Keifer                | Républicain                      | 4 mars 1879 - 3 mars 1881          | 46e            | Redécoupage depuis le 8e district et réélu en 1878. Redécoupage vers le 8e district. |
| Emanuel Schultz (en)            | Républicain                      | 4 mars 1881 - 3 mars 1883          | 47e            | Élu en 1880. |
| Benjamin Le Fevre (en)          | Démocrate                        | 4 mars 1883 - 3 mars 1885          | 48e            | Redécoupage depuis le 5e district et réélu en 1882. Redécoupage vers le 5e district. |
| Charles Marley Anderson (en)    | Démocrate                        | 4 mars 1885 - 3 mars 1887          | 49e            | Élu en 1884. |
| Samuel S. Yoder (en)            | Démocrate                        | 4 mars 1887 - 3 mars 1891          | 50e , 51e      | Élu en 1886. Réélu en 1888. |
| Martin K. Gantz (en)            | Démocrate                        | 4 mars 1891 - 3 mars 1893          | 52e            | Élu en 1890. |
| Fernando C. Layton (en)         | Démocrate                        | 4 mars 1893 - 3 mars 1897          | 53e , 54e      | Redécoupage depuis le 5e district et réélu en 1892. Réélu en 1894. |
| George A. Marshall (en)         | Démocrate                        | 4 mars 1897 - 3 mars 1899          | 55e            | Élu en 1896. |
| Robert B. Gordon (en)           | Démocrate                        | 4 mars 1899 - 3 mars 1903          | 56e , 57e      | Élu en 1898. Réélu en 1900. |
| Harvey C. Garber (en)           | Démocrate                        | 4 mars 1903 - 3 mars 1907          | 58e , 59e      | Élu en 1902. Réélu en 1904. |
| William E. Tou Velle (en)       | Démocrate                        | 4 mars 1907 - 3 mars 1911          | 60e , 61e      | Élu en 1906. Réélu en 1908. |
| J. Henry Goeke (en)             | Démocrate                        | 4 mars 1911 - 3 mars 1915          | 62e , 63e      | Élu en 1910. Réélu en 1912. |
| J. Edward Russell (en)          | Républicain                      | 4 mars 1915 - 3 mars 1917          | 64e            | Élu en 1914. |
| Benjamin F. Welty (en)          | Démocrate                        | 4 mars 1917 - 3 mars 1921          | 65e , 66e      | Élu en 1916. Réélu en 1918. Perd sa réélection. |
| John L. Cable (en)              | Républicain                      | 4 mars 1921 - 3 mars 1925          | 67e , 68e      | Élu en 1920. Réélu en 1922. Retrait. |
| William T. Fitzgerald (en)      | Républicain                      | 4 mars 1925 - 3 mars 1929          | 69e , 70e      | Élu en 1924. Réélu en 1926. Retrait. |
| John L. Cable (en)              | Républicain                      | 4 mars 1929 - 3 mars 1933          | 71e , 72e      | Élu en 1928. Réélu en 1930. Perd sa réélection. |
| Frank Le Blond Kloeb (en)       | Démocrate                        | 4 mars 1933 - 19 août 1937         | 73e - 75e      | Élu en 1932. Réélu en 1934. Réélu en 1936. Démissionne lorsque nommé Juge de District pour le District Nord de l'Ohio. |
| Vacant                          | Vacant                           | 19 août 1937 - 8 novembre 1938     | 75e            | |
| Walter H. Albaugh (en)          | Républicain                      | 8 novembre 1938 - 3 janvier 1939   | 75e            | Élu pour terminer le mandat de Kloeb. N'était pas candidat pour un autre mandat. |
| Rober Franklin Jones (en)       | Républicain                      | 3 janvier 1939 - 2 septembre 1947  | 76e - 80e      | Élu en 1938. Réélu en 1940. Réélu en 1942. Réélu en 1944. Réélu en 1946. Démissionne lorsque nommé membre de la FCC |
| Vacant                          | Vacant                           | 2 septembre 1947 - 4 novembre 1947 | 80e            | |
| William Moore McCulloch (en)    | Républicain                      | 4 novembre 1947 - 3 janvier 1973   | 80e - 92e      | Élu pour terminer le mandat de Jones. Réélu en 1948. Réélu en 1950. Réélu en 1952. Réélu en 1954. Réélu en 1956. Réélu en 1958. Réélu en 1960. Réélu en 1962. Réélu en 1964. Réélu en 1966. Réélu en 1968. Réélu en 1970. Retrait. |
| Tennyson Guyer (en)             | Républicain                      | 3 janvier 1973 - 12 avril 1981     | 93e - 97e      | Élu en 1972. Réélu en 1974. Réélu en 1976. Réélu en 1978. Réélu en 1980. Décès. |
| Vacant                          | Vacant                           | 12 avril 1981 - 25 juin 1981       | 97e            | |
| Mike Oxley                      | Républicain                      | 25 juin 1981 - 3 janvier 2007      | 97e - 109e     | Élu pour terminer le mandat de Guyer. Réélu en 1982. Réélu en 1984. Réélu en 1986. Réélu en 1988. Réélu en 1990. Réélu en 1992. Réélu en 1994. Réélu en 1996. Réélu en 1998. Réélu en 2000. Réélu en 2002. Réélu en 2004. Retrait. |
| Jim Jordan                      | Républicain                      | 3 janvier 2007 - Présent           | 110e - Présent | Élu en 2006. Réélu en 2008. Réélu en 2010. Réélu en 2012. Réélu en 2014. Réélu en 2016. Réélu en 2018. Réélu en 2020. Réélu en 2022. Réélu en 2024.                                                                                |

## Résultats des récentes élections
Voici les résultats des dix précédents cycles électoraux dans le district.

### 2004
| Élection de 2004 du 4e district congressionnel de l'Ohio | Élection de 2004 du 4e district congressionnel de l'Ohio | Élection de 2004 du 4e district congressionnel de l'Ohio | Élection de 2004 du 4e district congressionnel de l'Ohio | Élection de 2004 du 4e district congressionnel de l'Ohio |
| -------------------------------------------------------- | -------------------------------------------------------- | -------------------------------------------------------- | -------------------------------------------------------- | -------------------------------------------------------- |
| Parti                                                    | Parti                                                    | Candidat                                                 | Votes                                                    | %                                                        |
|                                                          | Républicain                                              | Mike Oxley (sortant)                                     | 167 807                                                  | 58,6                                                     |
|                                                          | Démocrate                                                | Ben Konop                                                | 118 538                                                  | 41,4                                                     |
| Total des votes                                          | Total des votes                                          | Total des votes                                          | 286 345                                                  | 100 %                                                    |
|                                                          | Les Républicains conservent                              |                                                          |                                                          |                                                          |

### 2006
| Élection de 2006 du 4e district congressionnel de l'Ohio | Élection de 2006 du 4e district congressionnel de l'Ohio | Élection de 2006 du 4e district congressionnel de l'Ohio | Élection de 2006 du 4e district congressionnel de l'Ohio | Élection de 2006 du 4e district congressionnel de l'Ohio |
| -------------------------------------------------------- | -------------------------------------------------------- | -------------------------------------------------------- | -------------------------------------------------------- | -------------------------------------------------------- |
| Parti                                                    | Parti                                                    | Candidat                                                 | Votes                                                    | %                                                        |
|                                                          | Républicain                                              | Jim Jordan                                               | 129 958                                                  | 60,0                                                     |
|                                                          | Démocrate                                                | Richard Siferd                                           | 86 678                                                   | 40,0                                                     |
| Total des votes                                          | Total des votes                                          | Total des votes                                          | 216 636                                                  | 100 %                                                    |
|                                                          | Les Républicains conservent                              |                                                          |                                                          |                                                          |

### 2008
| Élection de 2008 du 4e district congressionnel de l'Ohio | Élection de 2008 du 4e district congressionnel de l'Ohio | Élection de 2008 du 4e district congressionnel de l'Ohio | Élection de 2008 du 4e district congressionnel de l'Ohio | Élection de 2008 du 4e district congressionnel de l'Ohio |
| -------------------------------------------------------- | -------------------------------------------------------- | -------------------------------------------------------- | -------------------------------------------------------- | -------------------------------------------------------- |
| Parti                                                    | Parti                                                    | Candidat                                                 | Votes                                                    | %                                                        |
|                                                          | Républicain                                              | Jim Jordan (sortant)                                     | 186 154                                                  | 65,2                                                     |
|                                                          | Démocrate                                                | Mike Carroll                                             | 99 499                                                   | 34,8                                                     |
| Total des votes                                          | Total des votes                                          | Total des votes                                          | 285 653                                                  | 100 %                                                    |
|                                                          | Les Républicains conservent                              |                                                          |                                                          |                                                          |

### 2010
| Élection de 2010 du 4e district congressionnel de l'Ohio | Élection de 2010 du 4e district congressionnel de l'Ohio | Élection de 2010 du 4e district congressionnel de l'Ohio | Élection de 2010 du 4e district congressionnel de l'Ohio | Élection de 2010 du 4e district congressionnel de l'Ohio |
| -------------------------------------------------------- | -------------------------------------------------------- | -------------------------------------------------------- | -------------------------------------------------------- | -------------------------------------------------------- |
| Parti                                                    | Parti                                                    | Candidat                                                 | Votes                                                    | %                                                        |
|                                                          | Républicain                                              | Jim Jordan (sortant)                                     | 146 029                                                  | 71,7                                                     |
|                                                          | Démocrate                                                | Doug Litt                                                | 50 053                                                   | 24,6                                                     |
|                                                          | Libertarien                                              | Donald Kissick                                           | 7 708                                                    | 3,8                                                      |
| Total des votes                                          | Total des votes                                          | Total des votes                                          | 203 790                                                  | 100 %                                                    |
|                                                          | Les Républicains conservent                              |                                                          |                                                          |                                                          |

### 2012
| Élection de 2012 du 4e district congressionnel de l'Ohio | Élection de 2012 du 4e district congressionnel de l'Ohio | Élection de 2012 du 4e district congressionnel de l'Ohio | Élection de 2012 du 4e district congressionnel de l'Ohio | Élection de 2012 du 4e district congressionnel de l'Ohio |
| -------------------------------------------------------- | -------------------------------------------------------- | -------------------------------------------------------- | -------------------------------------------------------- | -------------------------------------------------------- |
| Parti                                                    | Parti                                                    | Candidat                                                 | Votes                                                    | %                                                        |
|                                                          | Républicain                                              | Jim Jordan (sortant)                                     | 182 643                                                  | 58,4                                                     |
|                                                          | Démocrate                                                | Jim Slone                                                | 114 214                                                  | 36,5                                                     |
|                                                          | Libertarien                                              | Chris Kalla                                              | 16 141                                                   | 5,2                                                      |
| Total des votes                                          | Total des votes                                          | Total des votes                                          | 312 998                                                  | 100 %                                                    |
|                                                          | Les Républicains conservent                              |                                                          |                                                          |                                                          |

### 2014
| Élection de 2014 du 4e district congressionnel de l'Ohio | Élection de 2014 du 4e district congressionnel de l'Ohio | Élection de 2014 du 4e district congressionnel de l'Ohio | Élection de 2014 du 4e district congressionnel de l'Ohio | Élection de 2014 du 4e district congressionnel de l'Ohio |
| -------------------------------------------------------- | -------------------------------------------------------- | -------------------------------------------------------- | -------------------------------------------------------- | -------------------------------------------------------- |
| Parti                                                    | Parti                                                    | Candidat                                                 | Votes                                                    | %                                                        |
|                                                          | Républicain                                              | Jim Jordan (sortant)                                     | 125 907                                                  | 67,7                                                     |
|                                                          | Démocrate                                                | Janet Garrett                                            | 60 165                                                   | 32,3                                                     |
| Total des votes                                          | Total des votes                                          | Total des votes                                          | 186 072                                                  | 100 %                                                    |
|                                                          | Les Républicains conservent                              |                                                          |                                                          |                                                          |

### 2016
| Élection de 2016 du 4e district congressionnel de l'Ohio | Élection de 2016 du 4e district congressionnel de l'Ohio | Élection de 2016 du 4e district congressionnel de l'Ohio | Élection de 2016 du 4e district congressionnel de l'Ohio | Élection de 2016 du 4e district congressionnel de l'Ohio |
| -------------------------------------------------------- | -------------------------------------------------------- | -------------------------------------------------------- | -------------------------------------------------------- | -------------------------------------------------------- |
| Parti                                                    | Parti                                                    | Candidat                                                 | Votes                                                    | %                                                        |
|                                                          | Républicain                                              | Jim Jordan (sortant)                                     | 210 227                                                  | 68,0                                                     |
|                                                          | Démocrate                                                | Janet Garrett                                            | 98 981                                                   | 32,0                                                     |
| Total des votes                                          | Total des votes                                          | Total des votes                                          | 309 208                                                  | 100 %                                                    |
|                                                          | Les Républicains conservent                              |                                                          |                                                          |                                                          |

### 2018
| Élection de 2018 du 4e district congressionnel de l'Ohio | Élection de 2018 du 4e district congressionnel de l'Ohio | Élection de 2018 du 4e district congressionnel de l'Ohio | Élection de 2018 du 4e district congressionnel de l'Ohio | Élection de 2018 du 4e district congressionnel de l'Ohio |
| -------------------------------------------------------- | -------------------------------------------------------- | -------------------------------------------------------- | -------------------------------------------------------- | -------------------------------------------------------- |
| Parti                                                    | Parti                                                    | Candidat                                                 | Votes                                                    | %                                                        |
|                                                          | Républicain                                              | Jim Jordan (sortant)                                     | 167 993                                                  | 65,3                                                     |
|                                                          | Démocrate                                                | Janet Garrett                                            | 89 412                                                   | 34,7                                                     |
| Total des votes                                          | Total des votes                                          | Total des votes                                          | 257 405                                                  | 100 %                                                    |
|                                                          | Les Républicains conservent                              |                                                          |                                                          |                                                          |

### 2020
| Élection de 2020 du 4e district congressionnel de l'Ohio | Élection de 2020 du 4e district congressionnel de l'Ohio | Élection de 2020 du 4e district congressionnel de l'Ohio | Élection de 2020 du 4e district congressionnel de l'Ohio | Élection de 2020 du 4e district congressionnel de l'Ohio |
| -------------------------------------------------------- | -------------------------------------------------------- | -------------------------------------------------------- | -------------------------------------------------------- | -------------------------------------------------------- |
| Parti                                                    | Parti                                                    | Candidat                                                 | Votes                                                    | %                                                        |
|                                                          | Républicain                                              | Jim Jordan (sortant)                                     | 235 875                                                  | 67,9                                                     |
|                                                          | Démocrate                                                | Shannon Freshour                                         | 101 897                                                  | 29,3                                                     |
|                                                          | Libertarien                                              | Steve Perkins                                            | 9 854                                                    | 2,8                                                      |
| Total des votes                                          | Total des votes                                          | Total des votes                                          | 347 626                                                  | 100 %                                                    |
|                                                          | Les Républicains conservent                              |                                                          |                                                          |                                                          |

### 2022
| Primaire Républicaine de 2022 du 4e district congressionnel de l'Ohio | Primaire Républicaine de 2022 du 4e district congressionnel de l'Ohio | Primaire Républicaine de 2022 du 4e district congressionnel de l'Ohio | Primaire Républicaine de 2022 du 4e district congressionnel de l'Ohio | Primaire Républicaine de 2022 du 4e district congressionnel de l'Ohio |
| --------------------------------------------------------------------- | --------------------------------------------------------------------- | --------------------------------------------------------------------- | --------------------------------------------------------------------- | --------------------------------------------------------------------- |
| Parti                                                                 | Parti                                                                 | Candidat                                                              | Votes                                                                 | %                                                                     |
|                                                                       | Républicain                                                           | Jim Jordan (sortant)                                                  | 86 576                                                                | 100 %                                                                 |

| Primaire Démocrate de 2022 du 4e district congressionnel de l'Ohio | Primaire Démocrate de 2022 du 4e district congressionnel de l'Ohio | Primaire Démocrate de 2022 du 4e district congressionnel de l'Ohio | Primaire Démocrate de 2022 du 4e district congressionnel de l'Ohio | Primaire Démocrate de 2022 du 4e district congressionnel de l'Ohio |
| ------------------------------------------------------------------ | ------------------------------------------------------------------ | ------------------------------------------------------------------ | ------------------------------------------------------------------ | ------------------------------------------------------------------ |
| Parti                                                              | Parti                                                              | Candidat                                                           | Votes                                                              | %                                                                  |
|                                                                    | Démocrate                                                          | Tamie Wilson                                                       | 10 804                                                             | 51,5                                                               |
|                                                                    | Démocrate                                                          | Jeffrey Sites                                                      | 10 160                                                             | 48,5                                                               |

| Élection de 2022 du 4e district congressionnel de l'Ohio | Élection de 2022 du 4e district congressionnel de l'Ohio | Élection de 2022 du 4e district congressionnel de l'Ohio | Élection de 2022 du 4e district congressionnel de l'Ohio | Élection de 2022 du 4e district congressionnel de l'Ohio |
| -------------------------------------------------------- | -------------------------------------------------------- | -------------------------------------------------------- | -------------------------------------------------------- | -------------------------------------------------------- |
| Parti                                                    | Parti                                                    | Candidat                                                 | Votes                                                    | %                                                        |
|                                                          | Républicain                                              | Jim Jordan (sortant)                                     | 200 773                                                  | 69,2                                                     |
|                                                          | Démocrate                                                | Tamie Wilson                                             | 89 383                                                   | 30,8                                                     |
| Total des votes                                          | Total des votes                                          | Total des votes                                          | 290 156                                                  | 100 %                                                    |
|                                                          | Les Républicains conservent                              |                                                          |                                                          |                                                          |

### 2024
| Primaire Républicaine de 2024 du 4e district congressionnel de l'Ohio | Primaire Républicaine de 2024 du 4e district congressionnel de l'Ohio | Primaire Républicaine de 2024 du 4e district congressionnel de l'Ohio | Primaire Républicaine de 2024 du 4e district congressionnel de l'Ohio | Primaire Républicaine de 2024 du 4e district congressionnel de l'Ohio |
| --------------------------------------------------------------------- | --------------------------------------------------------------------- | --------------------------------------------------------------------- | --------------------------------------------------------------------- | --------------------------------------------------------------------- |
| Parti                                                                 | Parti                                                                 | Candidat                                                              | Votes                                                                 | %                                                                     |
|                                                                       | Républicain                                                           | Jim Jordan (sortant)                                                  | 94 294                                                                | 100 %                                                                 |

| Primaire Démocrate de 2024 du 4e district congressionnel de l'Ohio | Primaire Démocrate de 2024 du 4e district congressionnel de l'Ohio | Primaire Démocrate de 2024 du 4e district congressionnel de l'Ohio | Primaire Démocrate de 2024 du 4e district congressionnel de l'Ohio | Primaire Démocrate de 2024 du 4e district congressionnel de l'Ohio |
| ------------------------------------------------------------------ | ------------------------------------------------------------------ | ------------------------------------------------------------------ | ------------------------------------------------------------------ | ------------------------------------------------------------------ |
| Parti                                                              | Parti                                                              | Candidat                                                           | Votes                                                              | %                                                                  |
|                                                                    | Démocrate                                                          | Tamie Wilson                                                       | 15 149                                                             | 63,4                                                               |
|                                                                    | Démocrate                                                          | Stephen Thomas                                                     | 8 748                                                              | 36,6                                                               |

| Élection de 2024 du 4e district congressionnel de l'Ohio | Élection de 2024 du 4e district congressionnel de l'Ohio | Élection de 2024 du 4e district congressionnel de l'Ohio | Élection de 2024 du 4e district congressionnel de l'Ohio | Élection de 2024 du 4e district congressionnel de l'Ohio |
| -------------------------------------------------------- | -------------------------------------------------------- | -------------------------------------------------------- | -------------------------------------------------------- | -------------------------------------------------------- |
| Parti                                                    | Parti                                                    | Candidat                                                 | Votes                                                    | %                                                        |
|                                                          | Républicain                                              | Jim Jordan (sortant)                                     | 273 297                                                  | 68,46                                                    |
|                                                          | Démocrate                                                | Tamie Wilson                                             | 125 905                                                  | 31,54                                                    |
| Total des votes                                          | Total des votes                                          | Total des votes                                          | 399 202                                                  | 100 %                                                    |
|                                                          | Les Républicains conservent                              |                                                          |                                                          |                                                          |

## Frontières historiques du district
De 2003 à 2013, le district comprenait les comtés d'Allen, Auglaize, Champaign, Hancock, Hardin, Logan, Marion, Morrow, Richland, Shelby et une partie de Wyandot.

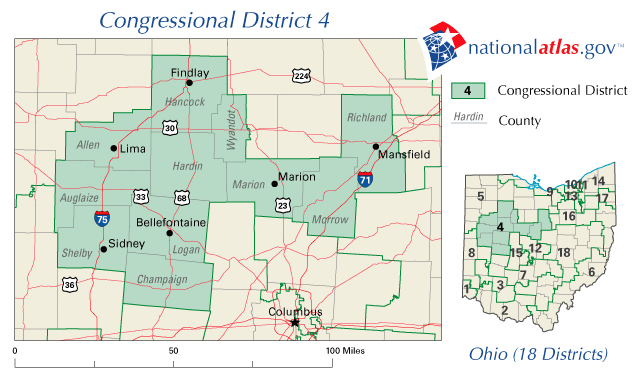
2003 - 2013

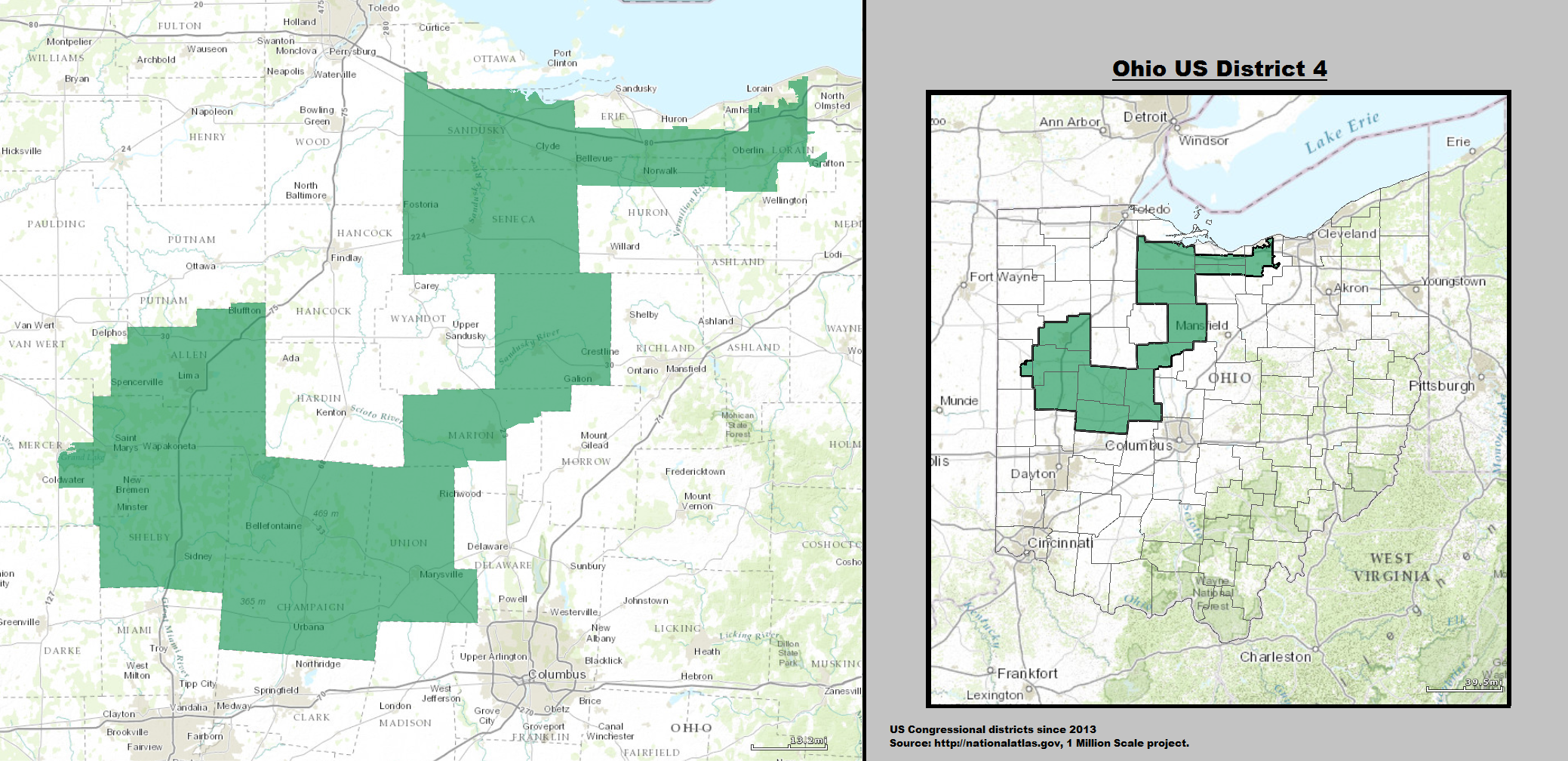
2013 - 2023